# Carabus convexus
Carabus convexus es una especie de coleóptero adéfago de la familia Carabidae. Habita en casi toda Europa, sin embargo es muy rara en el extremo sudoeste. También aparece en el Este de Asia.